# Jezioro Okoniowe

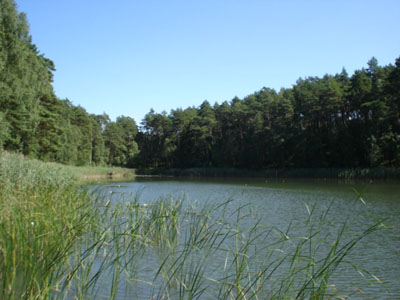
Jezioro Okoniowe

Jezioro Okoniowe – jezioro w woj. wielkopolskim, w pow. pilskim, leżące w granicach miasta Piła na terenie Doliny Gwdy.
Powierzchnia zwierciadła wody wynosi 3,2 ha.
Jezioro położone około 6 km od centrum Piły przy drodze wojewódzkiej nr 188 łączącej Piłę ze Złotowem.
Jezioro jest połączone ciekiem z leżącym w odległości ok. 800 m jeziorem Płocie (Płotki).
Jest to jezioro polodowcowe, rynnowe o typowym dla tych jezior podłużnym kształcie i stromych brzegach porośniętych lasem iglastym z domieszką drzew liściastych.
W rejonie jeziora znajdują się bunkry będące pozostałością części umocnień Pozycji Pilskiej.